# Antonio Toselli
Antonio Toselli (Cuneo, 20 ottobre 1884 – Roma, 2 giugno 1954) è stato un politico e ingegnere italiano.

## Biografia
Laureatosi nel 1909 in ingegneria civile presso il politecnico di Torino, fu progettista di numerose chiese e edifici di culto a Cuneo e dintorni.
Consigliere comunale di Cuneo dal 1914 al 1916, nel gruppo del Partito Popolare, militò sempre nell'Azione Cattolica e fu per molti anni Presidente della Giunta Diocesana.
Combatté nella prima guerra mondiale, prima con il grado di tenente e poi di capitano d'artiglieria alpina. Durante uno scontro sul Monte Nero venne ferito, guadagnandosi la decorazione della croce di guerra.
Dopo l'8 settembre 1943 aderì al CLN clandestino di Cuneo, diventandone poi Presidente nel 1945. Fu il primo sindaco eletto dai cittadini di Cuneo dopo la Seconda Guerra Mondiale nel 1946, succedendo al precedente sindaco Ettore Rosa, a sua volta creato sindaco dal CLN dopo la Liberazione. Nel 1948 fu eletto al Senato per la circoscrizione di Cuneo - Saluzzo con 54000 voti. Rieletto al Senato nel 1953.
Morì, infine, a Roma nel 1954.